# Взяти живим
«Взяти живим» — радянський трисерійний художній фільм, знятий в 1982 році на Одеській кіностудії режисером Вадимом Лисенком. Екранізація однойменного, багато у чому автобіографічного, роману Володимира Карпова, який у роки війни служив розвідником, Героя Радянського Союзу.

## Сюжет
«Взяти живим» — яскравий, захоплюючий серіал про справи армійської розвідки, таємні операції, мужніх професіоналів війни. Головний герой фільму — вчорашній десятикласник, солдат Василь Ромашкін, життя якого з початком війни перекинулося з ніг на голову. Замість того, щоб думати про вступ до університету і перші побачення, він відправляється на фронт. Йому неодноразово доведеться подивитися в обличчя смерті, але хлопцеві вдасться пройти довгий шлях через всі випробування Великої Вітчизняної війни і закінчити бойовий шлях офіцером розвідки. Мізерні пізнання про військові дії мало допомагали Василю: всьому довелося навчитися на власному гіркому досвіді, періодично втрачаючи в бою товаришів, але не втрачаючи віру в перемогу.

## У ролях
- Федір Сухов —  Василь Ромашкін
- Олександр Потапов —  Гриша Куржаков, лейтенант, командир роти
- Ігор Єфімов —  Гарбуз, комісар
- Юрій Соловйов —  Караваєв, командир полку, майор
- Леонід Неведомський —  Доброхотов, генерал
- Георгій Назаренко —  Казаков, начальник розвідки полку
- Олександр Ігнатуша —  Богдан Шовкопляс, розвідник
- Сергій Маковецький —  Олександр Прольоткін, розвідник, одесит
- Олександр Безпалий —  Ваня Рогатін, розвідник
- Анатолій Юрченко —  Голощапов, розвідник
- Віктор Павлов —  Жмаченко, старшина
- Володимир Зайцев —  Конопльов, розвідник, комсорг
- Володимир Шакало —  Микола Цимбалюк, розвідник
- Валерій Зайцев —  Жук, розвідник
- Леонід Муратов —  Наїль Хамідуллін, розвідник
- Микита Лисенко —  Костя Королевич, розвідник
- Віктор Бичков —  Лузгін, розвідник
- Олександр Жданов —  Кузя Пряхін, солдат
- Олена Козелькова —  Надія Семенівна, мама Василя Ромашкіна
- Єлизавета Суржикова —  Шура, музикант з Ленінграда
- Олександр Леньков —  капітан Кім Птіцин, кореспондент газети «Красная Звезда»
- Ірина Зеленко —  Зіна, однокласниця
- Євген Соляков —  Петро Нагорний, солдат з роти Телегіна, професор-літературознавець
- Борис Юхананов —  Карапетян, однокласник, однополчанин Ромашкіна
- Андрій Гусєв —  однокласник, однополчанин Ромашкіна
- Ростислав Янковський —  лікар
- Галина Макарова —  доглядальниця в госпіталі
- Арніс Ліцитіс —  полковник
- Євген Нікітін —  Федір, капітан
- Володимир Грицевський —  Гулієв, однополчанин Ромашкіна
- Олександр Аржиловський —  Морейко, капітан, однополчанин Ромашкіна
- Тамара Муженко —  землячка Ромашкіна
- Рудольф Мухін —  рядовий з роти Телегіна, що мав намір здатися фашистам
- М. Юрченко —  епізод
- В. Мельников —  епізод
- Андрій Кулешов —  епізод
- Георгій Волчек —  епізод
- Г. Єрофеєва —  епізод
- Т. Шеншина —  епізод
- Юрій Баталов —  солдат

## Знімальна група
- Сценаристи: Володимир Карпов, Вадим Лисенко
- Режисер-постановник: Вадим Лисенко
- Оператор-постановник: Леонід Бурлака
- Художник-постановник: Іван Пуленко
- Композитор: Олександр Злотник
- Поет: Григорій Поженян
- Пісні-балади виконує Йосип Кобзон
- Режисер: Л. Лисенко
- Оператор: В. Щукін
- Звукооператор: Костянтин Купріянов
- Режисери монтажу: М. Радько, Т. Римарьова
- Художник по костюмах: Г. Юсіс
- Художник-гример: С. Кучерявенко
- Художник-декоратор: В. Зайцев
- Комбіновані зйомки: оператор — А. Сидоров, художник — Олексій Бокатов
- Симфонічний оркестр Держтелерадіо УРСР, диригент — Вадим Гнєдаш
- Редактор: Ідея Алеєвська
- Директор картини: Володимир Каранський